# Woyrsch (Adelsgeschlecht)

Wappen derer von Woyrsch

Woyrsch ist der Name eines alten böhmischen Adelsgeschlechts. Zweige der Familie bestehen bis heute.

## Geschichte
Das böhmische Uradelsgeschlecht von Woyrsch stammt ursprünglich vom Stammhaus Protivetz bei Písek (Südböhmen). Es trat erstmals am 22. Februar 1417 urkundlich mit Bohuslav von Protivetz (um 1370–1417) auf, mit dem auch die direkte Stammreihe beginnt.
Von dessen Söhnen Bohuslav und Peter von Protivetz (1400–1463) nahm erstmals Peter den Namen Woyrsch an (altslavisch Wojierz/Wojirz für den deutschen Taufnamen Hoier). Nikolaus Woyrsch von Protivetz übersiedelte um 1500 in die Region um Troppau in Mährisch-Schlesien.

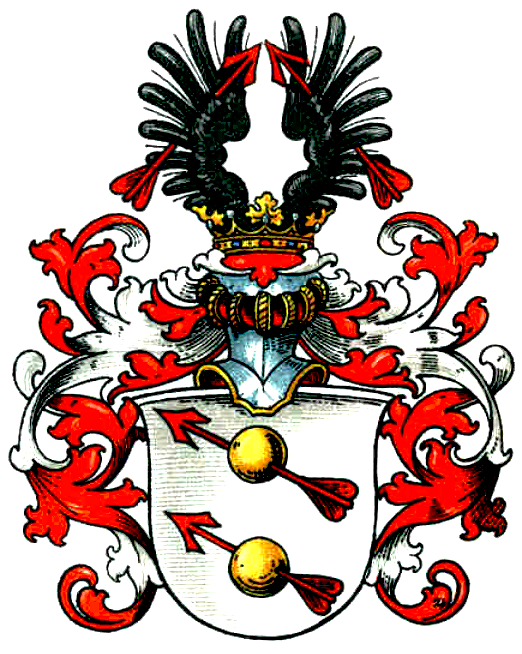
Wappenvariante der Woyrsch aus dem schlesischen Wappenbuch

## Wappen
Das Wappen zeigt in Rot zwei schrägrechts-aufwärts gerichtete silberne Pfeile; auf dem Helm mit rot-silbernen Decken ein offener, je von einem schräg-einwärts gerichteten silbernen Pfeil durchbohrter roter Flug.

## Namensträger
- Karl Wilhelm Remus von Woyrsch (1814–1899), deutscher Politiker
- Felix Woyrsch (1860–1944), deutscher Komponist
- Remus von Woyrsch (1847–1920), preußischer Generalfeldmarschall und Mitglied des preußischen Herrenhauses
- Günther von Woyrsch (1858–1923), deutscher Rittergutsbesitzer, Verwaltungs- und Hofbeamter und Politiker
- Udo von Woyrsch (1895–1983), deutscher General, Mitglied des Preußischen Staatsrats und später des NS-Reichstages